# أحمد بن منصور
أحمد بن منصور : هو الشريف أحمد ابن منصور بن أحمد بن دخيل الله، أبو علي الكريمي البركاتي الحسني، أمير المدينة المنورة من 5 ربيع الأول 1343 هجرية الموافق 4 تشرين الأول 1924م، حتى 19 جمادى الأولى 1344 هجرية الموافق 4 ديسمبر 1925م . في أثناء ولاية حسين بن علي الهاشمي على المدينة المنورة.

## الأبناء
- علي بن أحمد بن منصور

## الوفاة
توفى في مكة المكرمة، ودفن في مقبرة المعلاة سنة (1354هـ) الموافق سنة 1935م.
| المناصب السياسية   | المناصب السياسية                          | المناصب السياسية |
| ------------------ | ----------------------------------------- | ---------------- |
| سبقه علي بن الحسين | أمراء وحكام المدينة المنورة 1924م - 1925م | تبعه شحات بن علي |